# Записки у изголовья

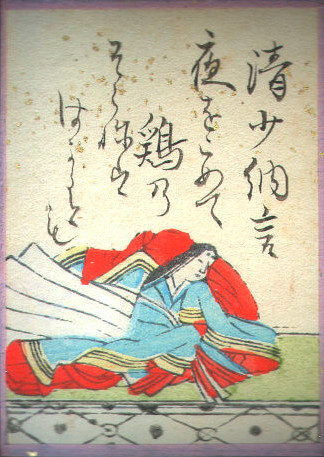
Сэй-Сёнагон

«Записки у изголовья» (яп. 枕草子 макура но со:си) — вошедшая в классику японской литературы книга писательницы Сэй-Сёнагон, относящаяся к литературному жанру дзуйхицу и созданная в середине хэйанской эпохи (IX—XII вв.).

## Название
Название произведения не принадлежит автору, поскольку было закреплено за книгой позже, путём отбора из разных вариантов. Записками у изголовья именовали в Японии тетради для личных заметок, дневники (точнее — литературные дневники). В твёрдом изголовье кровати устраивали выдвижной ящик, где можно было прятать личные записи, письма или тетради. Именно такую тетрадь получает в подарок от императрицы Тэйси (Садако) (супруги императора Итидзё) Сэй-Сёнагон, чтобы начать с необычной для того времени смелостью вести дневник жизни при дворе императрицы Тэйси.

## Содержание
Период написания «Записок у изголовья», приблизительно, 986—1000 гг. н. э., когда Сэй-Сёнагон находилась на службе в свите юной императрицы Садако. Императрица становится одним из центральных персонажей «Записок у изголовья». Сами «Записки» включают бытовые сцены, анекдоты, новеллы и стихи, картины природы, описания придворных торжеств, поэтические раздумья, искусные зарисовки обычаев и нравов. Это богатейший источник информации, содержащий множество красочных и детальных сведений о жизни, культуре и обычаях Японии во времена Сэй-Сёнагон.
Записки состоят из дан (яп. ступень) — глав. Авторским текстом мы не располагаем, а в дошедших записках число данов неодинаково — в среднем около трехсот — и расположены они по-разному, не в хронологическом порядке. Первоначальная архитектоника книги — был ли это классифицированный по рубрикам материал, как в поэтической антологии Кокинсю, или заметки следовали одна за другой, как записи в обычном дневнике, — неизвестна.
Открывает книгу знаменитый дан «Весною — рассвет», который можно назвать программным для эстетических взглядов Сэй-Сёнагон и многих других мастеров японской литературы. Замыкает книгу эпилог, в котором рассказана история создания «Записок». Некоторые даны сцеплены по смыслу или ассоциации. Это позволяет хотя бы гипотетически определить изначальную архитектонику «Записок у изголовья»
Все заметки в книге подразделяют на «рассказы о пережитом», дзуйхицу («вслед за кистью») и «перечисления», которые Сёнагон предположительно заимствовала у китайского писателя Ли Шанъина (812—858):

Неприятно:
резать тупым ножом;
плыть на лодке с рваными парусами;
когда деревья заслоняют пейзаж;
когда забором заслонили горы;
остаться без вина, когда распускаются цветы;
пировать летом в душном закутке.

Тяжёлые времена для Сэй-Сёнагон наступают, когда Тэйси впадает в немилость — отец императрицы умирает, и его брат, регент Фудзивара Митинага, делает свою дочь второй императрицей. О трагических обстоятельствах вскользь упоминается на страницах книги.
После того, как в 1000 году императрица умерла во время родов, Сэй-Сёнагон уходит со службы. Считается, что «Записки у изголовья», начатые в благополучный период, были закончены между 1001 и 1010 годом. Предполагают, что она начала свои записки ещё при дворе, а закончила после смерти императрицы. Она описывает в книге, что писала её для себя, и случайный посетитель унёс рукопись с собой, после чего «Записки» распространились.

## Рукописи
До нашего времени дошли четыре основных списка «Записок у изголовья». В двух списках материал классифицирован, в остальных расположен в свободном порядке. Считается, что именно так он был организован изначально. В конце 30-х годов XX века был найден новый вариант книги, более достоверный, разрешивший сомнения исследователей. Именно на нём основан русский вариант перевода.
Перевод на русский осуществлен Верой Марковой. Встречается неполное издание — т. н. «Избранные страницы».